# Groenendijk
Groenendijk (en néerlandais : Groenendijk) est une partie de la commune belge de Coxyde située en Région flamande dans la province de Flandre-Occidentale. C'est une station balnéaire de la Côte belge. Elle fait partie de la section d'Ostdunkerque mais est plus proche de Nieuport-Bains dont elle forme la continuité. Nieuport-Bains faisait partie d'Ostdunkerque jusqu'en 1949.
On y trouve notamment un château d'eau. 
Groenendijk est séparé d'Ostdunkerque-Bains par les dunes de Ter Yde.

## Toponymie
Le nom, qui veut dire digue verte provient de la digue qui a été construite pour fermé le Voedgat, une vasière dans le delta de l'Yser.

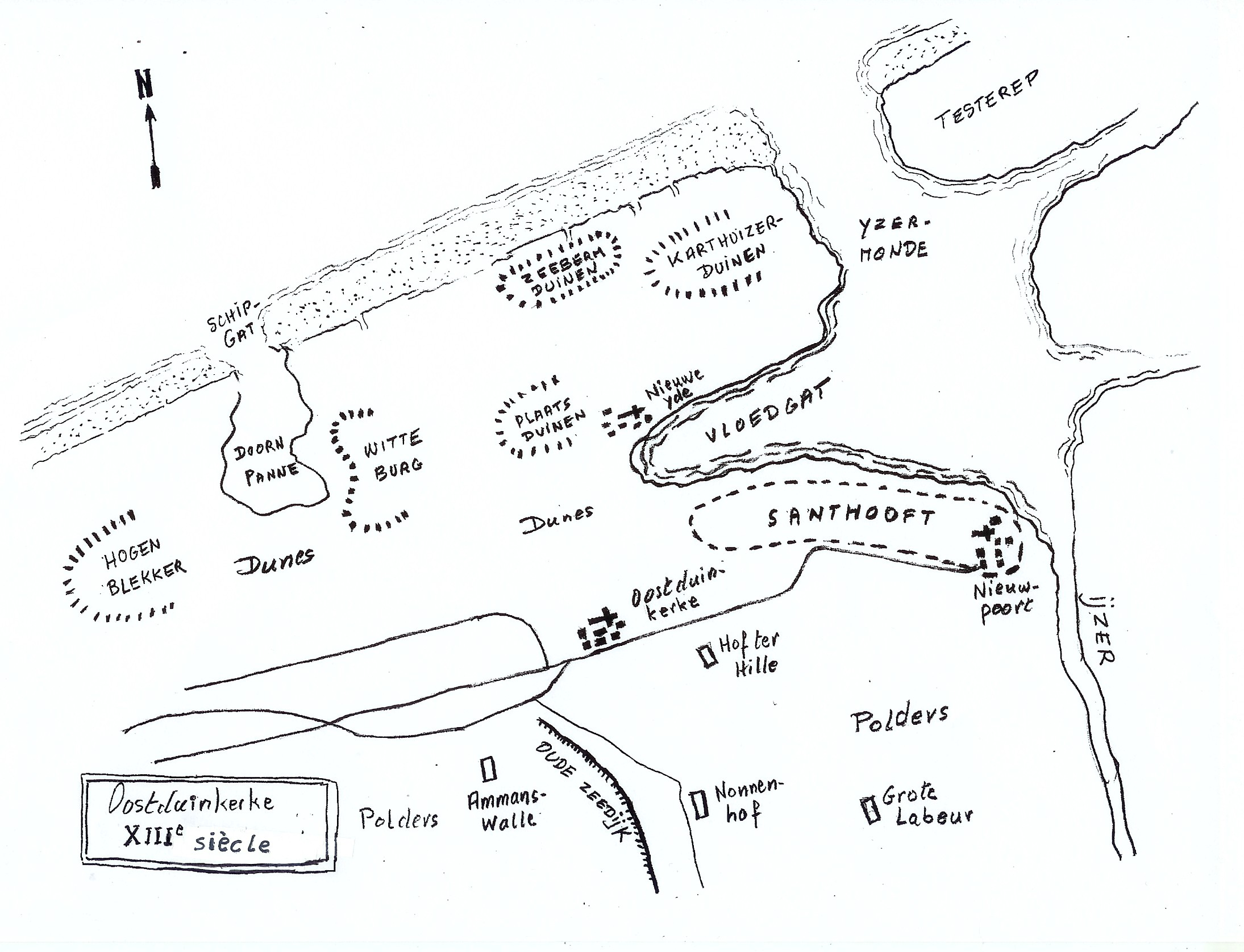
Carte au XIIIe siècle
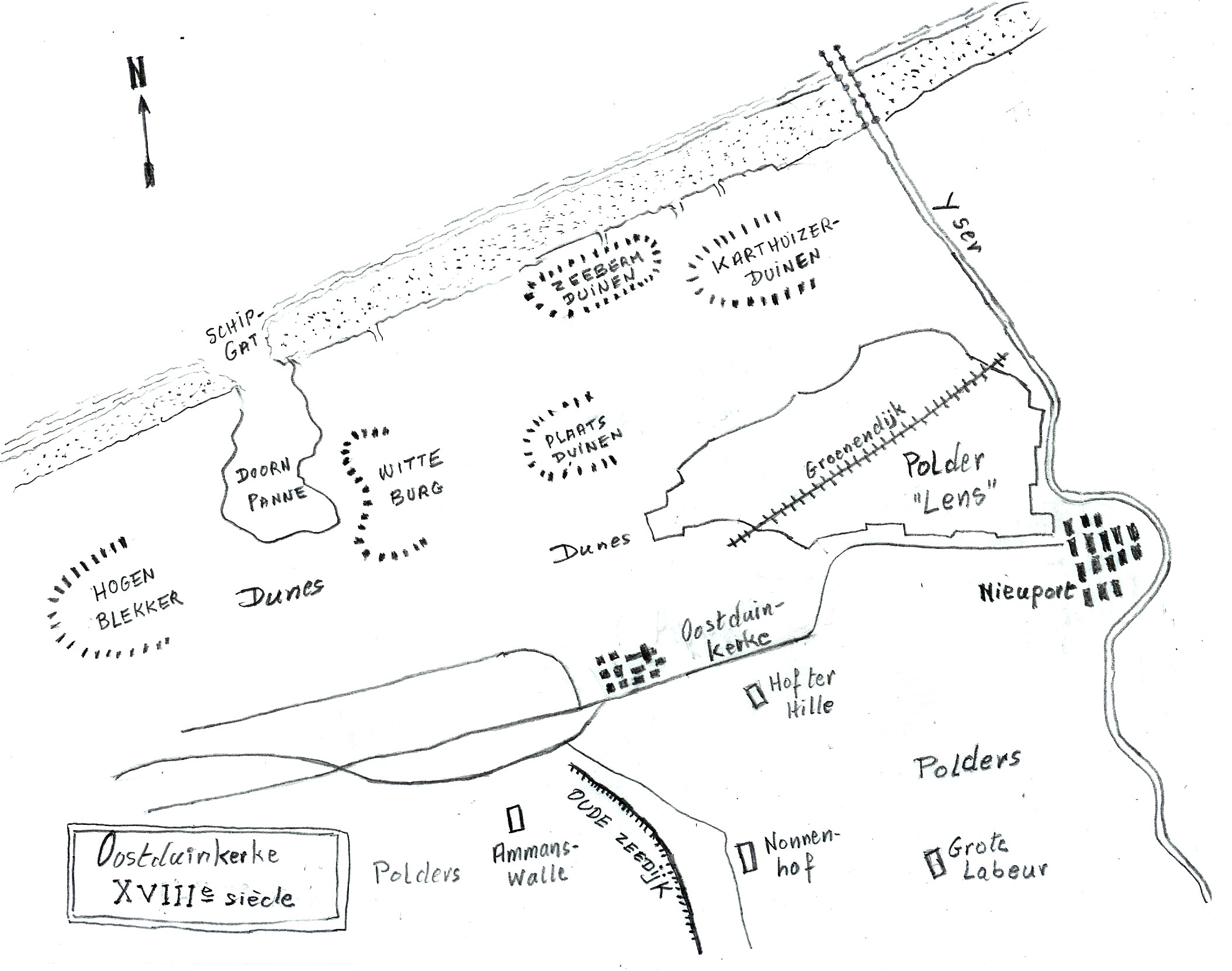
Carte au XVIIIe siècle

## Transports
Groenendijk possède un arrêt du tramway de la côte belge appelé en néerlandais « De Kusttram » qui parcourt la côte depuis La Panne jusqu'à Knokke-Heist, à la limite de la frontière des Pays-Bas. 